# Resolutie 1987 Veiligheidsraad Verenigde Naties
Resolutie 1987 van de Veiligheidsraad van de Verenigde Naties werd met acclamatie
door de VN-Veiligheidsraad aangenomen op 17 juni 2011 en beval
de Algemene Vergadering aan Ban Ki-moon aan te stellen
voor een tweede ambtstermijn als secretaris-generaal van de Verenigde Naties.

## Achtergrond
Ban Ki-moon (°13 juni 1944) is een Zuid-Koreaans diplomaat en politicus. Hij werkte onder meer als
ambassadeur in verschillende landen en bij de Verenigde Naties. Van 2004 tot 2006 was hij
minister van Buitenlandse Zaken van zijn thuisland. In dat laatste jaar stelde hij zich kandidaat om
Kofi Annan op te volgen als secretaris-generaal van de Verenigde Naties. Na een diplomatiek offensief werd
hij op 9 oktober door de VN-Veiligheidsraad naar voren geschoven. Op 13 oktober werd hij door de 192
leden van de Algemene Vergadering aangesteld en op 14 december legde hij de eed af. In 2006 werd hij
door de VN-Veiligheidsraad voorgedragen als secretaris-generaal
van de VN.

## Inhoud
De Veiligheidsraad:
- Overwoog de aanbeveling voor de aanstelling van een nieuwe VN-secretaris-generaal.
- Beveelt de Algemene Vergadering aan Ban Ki-moon aan te stellen voor een tweede ambtstermijn van 1 januari 2012 tot 31 december 2016.

## Verwante resoluties
- Resolutie 1715 Veiligheidsraad Verenigde Naties (2006)
- Resolutie 1733 Veiligheidsraad Verenigde Naties (2006)

Lijst ·  1967 ·  1968 ·  1969 ·  1970 ·  1971 ·  1972 ·  1973 ·  1974 ·  1975 ·  1976 ·  1977 ·  1978 ·  1979 ·  1980 ·  1981 ·  1982 ·  1983 ·  1984 ·  1985 ·  1986 ·  1987 ·  1988 ·  1989 ·  1990 ·  1991 ·  1992 ·  1993 ·  1994 ·  1995 ·  1996 ·  1997 ·  1998 ·  1999 ·  2000 ·  2001 ·  2002 ·  2003 ·  2004 ·  2005 ·  2006 ·  2007 ·  2008 ·  2009 ·  2010 ·  2011 ·  2012 ·  2013 ·  2014 ·  2015 ·  2016 ·  2017 ·  2018 ·  2019 ·  2020 ·  2021 ·  2022 ·  2023 ·  2024 ·  2025 ·  2026 ·  2027 ·  2028 ·  2029 ·  2030 ·  2031 ·  2032